# انتخابگرنشین هسن
انتخابگرنشین هسن (به آلمانی: Kurfürstentum Hessen: Kurfürstentum Hesse
n) که به نام هسن-کاسل یا کورهسن نیز شناخته می‌شود، سرزمینی بود که به شاهزاده آن حق انتخاب امپراتور مقدس روم توسط ناپلئون بناپارت داده شد. هنگامی که امپراتوری مقدس روم سال ۱۸۰۶ منحل شد، شاهزاده آن، ویلهلم یکم، تصمیم گرفت عنوان شاهزاده انتخابگر را برای خود حفظ کند؛ درحالیکه دیگر امپراتوری برای انتخاب کردن وجود نداشت. سال ۱۸۰۷، با پیمان تیلسیت، این منطقه به پادشاهی وستفالیا ضمیمه شد اما سال ۱۸۱۴ کنگره وین امرای انتخابگر را احیا کرد.
این حاکمیت تنها انتخابگرنشین در کنفدراسیون آلمان بود. این انتخابگرنشین شامل چندین منطقه جدا شده در شمال فرانکفورت بود و تا زمانی که در سال ۱۸۶۶ پس از جنگ اتریش و پروس به پادشاهی پروس ضمیمه شد، بدین شکل باقی ماند.
عناوین رسمی شاهزاده انتخابگر شامل «انتخابگر هسن، شاهزاده فولدا، شاهزاده هرسفلت، هانائو، فریتسلار و ایزنبورگ، گرافِ کاتسنلنبوگن، دیتس، سیگنهاین، نیدا و شاومبورک بود.